# Opeka (priimek)
Opeka je priimek več znanih Slovencev:
- Ajda Opeka (*1979), kolesarka
- Franc-Frenk Opeka (1950—2018), rock glasbenik, kitarist, aranžer
- Ivan Opeka (1880—1952), župnik
- Mihael Opeka (1871—1938), duhovnik, profesor, pesnik in urednik
- Pedro Opeka (*1948), argentinsko-slovenski lazarist in misijonar